# Valle de San Juan, Mexiko
Valle de San Juan är en ort i Mexiko.   Den ligger i kommunen Villa de Ramos och delstaten San Luis Potosí, i den centrala delen av landet, 500 km nordväst om huvudstaden Mexico City. Valle de San Juan ligger 2 039 meter över havet och antalet invånare är 125.
Terrängen runt Valle de San Juan är huvudsakligen platt, men västerut är den kuperad. Runt Valle de San Juan är det ganska glesbefolkat, med 24 invånare per kvadratkilometer. Närmaste större samhälle är El Saucito, 6,2 km väster om Valle de San Juan. Omgivningarna runt Valle de San Juan är i huvudsak ett öppet busklandskap.